# متان‌دی‌ال
متان‌دی‌ال (به انگلیسی: Methanediol) یک ترکیب شیمیایی با شناسه پاب‌کم ۷۹۰۱۵ است. شکل ظاهری این ترکیب، مایع بی‌رنگ است.